# 坐摩神社 (大東市)
坐摩神社（ざまじんじゃ）は、大阪府大東市平野屋にある神社。

## 歴史
創建時期と由緒については不詳。社伝によれば、坐摩神社（座摩太神宮）は享保13年（1729年）に摂州西成郡の総社であった。当神社があった地域は元は深野池という大きな池であり、江戸期に行われた大和川の改修によって「深野新田」として干拓された。それにともない、開拓権を真宗大谷派の難波別院から譲られた平野屋又右衛門（大坂の豪商／地名として残っている）が守り神として「坐摩神社」（現大阪市中央区）から分霊を勧誘したのが、当神社の由来となっている。
坐摩神（ざま／いかすりのかみ）は通常、生井（いくい）・福井（さくい）・綱長井（つながい）・波比岐（はひき）・阿須波（あすは）の五神をさすが、当神社の大正の記録では阿須波大神、波比岐大神の二神を祭神していると残されている。坐摩神は皇居の守護神であり、また住居守護・旅行安全・安産の神として信仰されている。
なお、坐摩神社の西隣には平野屋会所があったが、2008年に解体された。